# Bateckij rajon
Il Bateckij rajon (in russo Батецкий район?) è un rajon dell'Oblast' di Novgorod, nella Russia europea; il capoluogo è Bateckij. Istituito nel 1927, ricopre una superficie di 1.591,79 chilometri quadrati ed ospita una popolazione di circa 6.000 abitanti.